# Hyphessobrycon eilyos
Hyphessobrycon eilyos är en fiskart som beskrevs av Lima och Moreira 2003. Hyphessobrycon eilyos ingår i släktet Hyphessobrycon och familjen Characidae. Inga underarter finns listade i Catalogue of Life.